# Iän Jason
Pour les articles homonymes, voir Jason (homonymie).
Iän Jason, née le 18 janvier 1997 dans le 20e arrondissement de Paris, est une joueuse internationale française de rugby à XV évoluant au poste d'ailier au Stade toulousain.

## Carrière
Iän Jason est formée à l'école de rugby de l'entente Tournay ESCA, puis rejoint les cadettes du Tarbes Pyrénées rugby, avant d'intégrer l'équipe première puis le Stade rennais rugby.
Le 5 mai 2016, elle dispute les finales du Championnat de France universitaire féminin de rugby à 10 – Trophée Société Générale. Elle décroche avec l’Université Rennes 2 le titre national en s’imposant lors du tournoi triangulaire face à l’Université de Bordeaux et l’Université Paul Sabatier Toulouse.
Elle rejoint ensuite le Stade toulousain en 2016.
Le 13 mai 2018, elle dispute la finale de championnat de France, titulaire à l'aile, avec le Stade toulousain contre Montpellier. Les toulousaines s'inclinent 15 à 12 au Stade Albert-Domec à Carcassonne.
Elle participe notamment le 2 février 2019 au match de l'équipe de France féminine de rugby à XV contre le pays de Galles, pour le compte de la 1re journée du Tournoi des Six Nations féminin 2019.
Le 18 mai 2019, elle dispute de nouveau la finale du championnat de France, titulaire à l'aile, avec le Stade toulousain contre Montpellier. Les toulousaines s'inclinent une nouvelle fois (22-13) au Stade Maurice-Trélut à Tarbes.
En juillet 2019, elle est porte-drapeau de la délégation française à l'Universiade d'été de 2019 à Naples. Elle devient la première joueuse de rugby à sept à occuper ce rôle. La capitaine remporte la médaille d'argent du tournoi de rugby à sept féminin avec l'équipe de France universitaire.
Le 4 juin 2022, elle dispute en tant que titulaire la finale du championnat de France de rugby catégorie Élite 1 à l'aile où elle sera sacrée championne de France avec son équipe et ses coéquipières du Stade toulousain 16 à 10 contre Blagnac.
En 2024, elle est sélectionnée par David Courteix pour participer aux Jeux olympiques, au Stade de France à Paris, mais les Bleues s'inclinent en quart de finale face au Canada.

## Palmarès

### Universitaire
- Championnat de France universitaire féminin de rugby à 10 :
  - Championne de France universitaire : 2016
- Médaille d'argent en rugby à sept à l'universiade d'été de 2019

### En club
- Championnat de France :
  - Vainqueur : 2022
  - Finaliste : 2018 et 2019